# József Szabó (pływak)
József Szabó (ur. 10 marca 1969 w Budapeszcie) – węgierski pływak specjalizujący się w stylu klasycznym i zmiennym, mistrz olimpijski (1988), mistrz świata i Europy.

## Kariera
W 1986 roku został mistrzem świata na dystansie 200 m stylem klasycznym, uzyskawszy czas 2:14,27.
Rok później, na mistrzostwach Europy w Strasburgu zdobył złoty medal w konkurencji 200 m żabką i srebro na 400 m stylem zmiennym.
Podczas igrzysk olimpijskich w Seulu w 1988 roku wywalczył złoto na 200 m stylem klasycznym w czasie 2:13,52, słabszym od rekordu świata o zaledwie 0,18 s. W konkurencji 400 m stylem zmiennym był czwarty, a na dystansie dwukrotnie krótszym zajął 23. miejsce.
Na mistrzostwach Europy w Bonn zdobył brązowy medal na 200 m stylem klasycznym.
W 2012 roku został wprowadzony do International Swimming Hall of Fame.